# Relations entre la Belgique et la Bosnie-Herzégovine
Les relations entre la Belgique et la Bosnie-Herzégovine sont établies le 10 avril 1992. La Belgique dispose d'un bureau diplomatique à Sarajevo. La Bosnie-Herzégovine a une ambassade à Bruxelles.
Les deux pays coopèrent notamment dans la lutte contre le terrorisme, le narcotrafic et le crime organisé.